# وقت العمل
وقت العمل هي الفترة الزمنية التي يقضيها الفرد في العمل ويتقاضى عنها أجرا. ولا يعتبر العمل المنزلي جزءا من أسبوع العمل. وتختلف عدد ساعات العمل الأسبوعية من بلد إلى بلد، حيث يقرر القانون عدد ساعات العمل في الأسبوع، ومدد فترات الراحة، وعدد أيام العطلة السنوية.

## توافق الإدارة مع العمال
في ألمانيا يختار العاملون في الشركة ممثلين عنهم للحوار مع الإدارة في شئون العمال والعمل، وينطبق ذلك على الشركات التي ينتمي إليها 200 من العاملين أو أكثر. ويقوم ممثلو العمال بالاتفاق مع الإدارة على موعد بدء العمل وموعد نهاية العمل في اليوم، وأوقات الراحة، وأحيانا على توزيع الساعات اليومية للعمل في الأسبوع. 
ويقوم ممثلو العاملين أيضا برعاية مسائل الأمان في العمل.
هذا بالنسبة إلى نظام الشركات في ألمانيا، كما يوجد ما يشبه ذلك - ويسمى مجلس العاملين - في قطاع الأعمال الحكومية.

## عدد ساعات العمل السنوية في البلاد

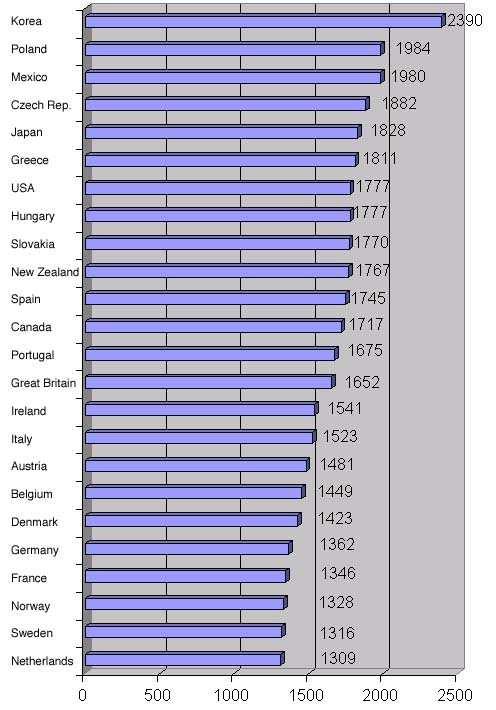
عدد ساعات العمل السنوية عام 2004 (المصدر: OECD (2004) Paris.)

يختلف عدد ساعات العمل من دولة لأخرى كما أسلفنا بحسب القوانين والأنظمة المعمول بها بالبلاد. بحسب التقرير الصادر عن OECD (2004) Paris. عام 2004 فإن كوريا الشمالية تأتي بالمرتبة الأولى من حيث ساعات العمل السنوية (2390) ساعة تليها بولندا 1984 ساعة.

## سياسة تنظيم أوقات العمل في المؤسسة

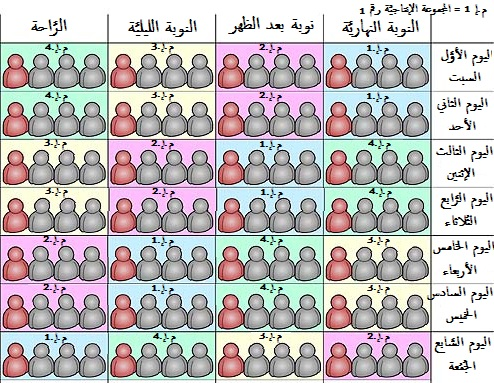
رسمٌ بياني يُظهر إحدى خيارات تقسيم العمل بين مجموعاتٍ مُختلفة من العُمَّال.

### تحديد مجموعات الدوام
في المشاريع الكبيرة والتي يعمل لديها العديد من الموظفين وبمستويات متعددة، مثل المستشفيات وشركات الطيران والمصانع، يتم توزيع الموظفين إلى مجموعات لتسهيل إدارتهم، (مثلا في المصانع يمكن أن يكون هناك مجموعة عمال التحميل ومجموعة عمال التعبئة ومجموعة مهندسي الصيانة الكهربائية ومجموعة مهندسي صيانة الماكينات ومجموعة الإداريين ومجموعة الحراس... ألخ).

### تحديد أوقات الدوام (الورديات أو الشفتات)
في المشاريع التي تعمل بشكل متواصل - 24 ساعة في اليوم - و7 أيام بالأسبوع - يتم تقسيم اليوم الواحد إلى، مثلا، 3 أقسام تسمى ورديات - منها - الوردية الصباحية والوردية المسائية والوردية الليلية، بحيث تكون كل وردية عبارة عن 8 ساعات عمل، وبوجود 8 ساعات لكل وردية، و3 ورديات لليوم يصبح لدينا 24 ساعة عمل تغطي اليوم كاملا.
- تحديد البوابات في المشاريع الكبيرة والتي تتكون من أكثر من مبنى أو مبنى واحد ولكن بأكثر من منفذ دخول/خروج يجب تحديد البوابات.
- تسجيل وقت الدخول ووقت الخروج للموظفين.
- ترجمة أوقات الدخول وأوقات الخروج للموظفين إلى دوامات للموظفين.
- تسجيل الإجازات والمغادرات.

## اقرأ أيضاً
- رأس المال البشري
- مستوى المعيشة
- مركز استثماري
- مركز تجاري
- مركز مربح
- مركز تكلفة
- محاسبة
- حسم